# Liste der Kulturdenkmäler in Helsen
Die folgende Liste enthält die in der Denkmaltopographie ausgewiesenen Kulturdenkmäler auf dem Gebiet des Ortsteils Helsen der  Stadt Bad Arolsen, Landkreis Waldeck-Frankenberg, Hessen.
Hinweis: Die Reihenfolge der Denkmäler in dieser Liste orientiert sich an der Anschrift, alternativ ist sie auch nach der Bezeichnung, der vom Landesamt für Denkmalpflege vergebenen Nummer oder der Bauzeit sortierbar.
Kulturdenkmäler werden fortlaufend im Denkmalverzeichnis des Landes Hessen durch das Landesamt für Denkmalpflege Hessen auf Basis des Hessischen Denkmalschutzgesetzes (HDSchG) geführt. Die Schutzwürdigkeit eines Kulturdenkmals hängt nicht von der Eintragung in das Denkmalverzeichnis des Landes Hessen oder der Veröffentlichung in der Denkmaltopographie ab.

Das Denkmalverzeichnis für diesen Bereich liegt noch nicht vor. Die bisher bekannten Bau- und Kunstdenkmäler hat das Landesamt für Denkmalpflege Hessen in sogenannten Arbeitslisten erfasst. Den Arbeitslisten liegen Erkenntnisse aus Akten, Ortsbegehungen und Denkmalinventaren, jedoch keine neuere systematische Forschung, zugrunde. Die Benehmensherstellung mit der Gemeinde gemäß § 11 Abs. 1 HDSchG ist noch nicht erfolgt.
Das Vorhandensein oder Fehlen eines Objekts in dieser Liste ist keine rechtsverbindliche Auskunft darüber, ob es Kulturdenkmal ist oder nicht: Diese Liste entspricht möglicherweise nicht dem aktuellen Stand der offiziellen Denkmaltopographie. Diese ist für Hessen in den entsprechenden Bänden der Denkmaltopographie Bundesrepublik Deutschland und im Internet unter DenkXweb – Kulturdenkmäler in Hessen einsehbar. Auch diese Quellen sind, obwohl sie durch das Landesamt für Denkmalpflege Hessen aktualisiert werden, nicht immer aktuell, da es im Denkmalbestand immer wieder Änderungen gibt.
Eine verbindliche Auskunft erteilt allein das Landesamt für Denkmalpflege Hessen.
Nutze diese Kartenansicht, um Koordinaten in der Liste zu setzen. In dieser Kartenansicht sind Kulturdenkmale ohne Koordinaten mit einem roten bzw. orangen Marker dargestellt und können in der Karte gesetzt werden. Kulturdenkmale ohne Bild sind mit einem blauen bzw. roten Marker gekennzeichnet, Kulturdenkmale mit Bild mit einem grünen bzw. orangen Marker.

## Gesamtanlagen
| Bild                                 | Bezeichnung                          | Lage        | Beschreibung | Bauzeit | Objekt-Nr. |
| ------------------------------------ | ------------------------------------ | ----------- | ------------ | ------- | ---------- |
| Gesamtanlage 1 Historischer Ortskern | Gesamtanlage 1 Historischer Ortskern | Helsen Lage |              |         | 170448 DDB |

## Kulturdenkmäler
| Bild                                                  | Bezeichnung                                                                   | Lage                                                                                  | Beschreibung | Bauzeit | Objekt-Nr. |
| ----------------------------------------------------- | ----------------------------------------------------------------------------- | ------------------------------------------------------------------------------------- | ------------ | ------- | ---------- |
| Jüdischer Friedhof                                    | Jüdischer Friedhof                                                            | Auf der Heide LageFlur: 3, Flurstück: 30, 31                                          |              |         | 828886 DDB |
| Bathildisheim                                         | Bathildisheim                                                                 | Bathildisstraße 7 LageFlur: 3, Flurstück: 23/2                                        |              |         | 828780 DDB |
| Blaue Mühle, ehemals Försterwohnung                   | Blaue Mühle, ehemals Försterwohnung                                           | Blaue Mühle 1 LageFlur: 10, Flurstück: 134/1                                          |              |         | 828781 DDB |
| Wohnhaus+Einfriedung                                  | Wohnhaus+Einfriedung                                                          | Eilhäuser Straße 3 LageFlur: 1, Flurstück: 452/24                                     |              |         | 170449 DDB |
| Fachwerkwohnhaus, ehem. mit Diele                     | Fachwerkwohnhaus, ehem. mit Diele                                             | Eilhäuser Straße 5 LageFlur: 1, Flurstück: 89/9                                       |              |         | 170450 DDB |
| Mittelflurhaus, Fachwerk                              | Mittelflurhaus, Fachwerk                                                      | Eilhäuser Straße 9 LageFlur: 1, Flurstück: 459/75                                     |              |         | 170451 DDB |
| Fachwerkwohnhaus                                      | Fachwerkwohnhaus                                                              | Eilhäuser Straße 10 LageFlur: 1, Flurstück: 122/2                                     |              |         | 170452 DDB |
| Fachwerkwohnhaus                                      | Fachwerkwohnhaus                                                              | Eilhäuser Straße 13 LageFlur: 1, Flurstück: 355/1                                     |              |         | 170454 DDB |
| Mittelflurhaus, Fachwerk                              | Mittelflurhaus, Fachwerk                                                      | Eilhäuser Straße 15 LageFlur: 1, Flurstück: 509/359                                   |              |         | 170455 DDB |
| Mittelflurhaus, Fachwerk                              | Mittelflurhaus, Fachwerk                                                      | Eilhäuser Straße 17 LageFlur: 1, Flurstück: 364/2                                     |              |         | 170456 DDB |
| Fachwerkwohnhaus, ehem. Längsdielenhaus               | Fachwerkwohnhaus, ehem. Längsdielenhaus                                       | Eilhäuser Straße 18 LageFlur: 1, Flurstück: 467/143                                   |              |         | 170457 DDB |
| Fachwerkwohnhaus+Schmiede                             | Fachwerkwohnhaus+Schmiede                                                     | Eilhäuser Straße 19 LageFlur: 1, Flurstück: 369/3                                     |              |         | 170458 DDB |
| Fachwerkwohnhaus                                      | Fachwerkwohnhaus                                                              | Eilhäuser Straße 20 LageFlur: 1, Flurstück: 146/2                                     |              |         | 828782 DDB |
| Flurquerdielenhaus                                    | Flurquerdielenhaus                                                            | Eilhäuser Straße 21 LageFlur: 1, Flurstück: 373/3                                     |              |         | 170459 DDB |
| Fachwerkwohnhaus                                      | Fachwerkwohnhaus                                                              | Eilhäuser Straße 22 LageFlur: 1, Flurstück: 149/1                                     |              |         | 170460 DDB |
| Fachwerkwohnhaus, ehem. Längsdielenhaus               | Fachwerkwohnhaus, ehem. Längsdielenhaus                                       | Eilhäuser Straße 23 LageFlur: 1, Flurstück: 549/382                                   |              |         | 170461 DDB |
| Fachwerkwohnhaus+Bruchsteinmauer                      | Fachwerkwohnhaus+Bruchsteinmauer                                              | Eilhäuser Straße 25 LageFlur: 1, Flurstück: 385/1                                     |              |         | 170462 DDB |
| Viertes Pfarrhaus+Scheune                             | Viertes Pfarrhaus+Scheune                                                     | Eilhäuser Straße 28 LageFlur: 1, Flurstück: 346/2                                     |              |         | 170463 DDB |
| Bild gesucht BW                                       | ehem. Waldhotel Zum Fischhaus, Fachwerkwohn- und Gasthaus, Saalanbau, Scheune | Fischhaus 117, Fischhaus 117a, Fischhaus LageFlur: 10, Flurstück: 116, 166/1, 194/115 |              |         | 828783 DDB |
| Feldscheune                                           | Feldscheune                                                                   | Im Asbei LageFlur: 16, Flurstück: 54                                                  |              |         | 955569 DDB |
| Bild gesucht BW                                       | Wohnstallhaus+Scheune+Remise                                                  | In der Käufe 3 LageFlur: 1, Flurstück: 32/1                                           |              |         | 170464 DDB |
| Fachwerkwohnhaus                                      | Fachwerkwohnhaus                                                              | Kirchstraße 1 LageFlur: 1, Flurstück: 301/1                                           |              |         | 828784 DDB |
| Bild gesucht BW                                       | Fachwerkwohnhaus, ehem. Längsdielenhaus                                       | Kirchstraße 3 LageFlur: 1, Flurstück: 299/8                                           |              |         | 170465 DDB |
| ehem. Schule                                          | ehem. Schule                                                                  | Kirchstraße 4 LageFlur: 1, Flurstück: 325/3                                           |              |         | 170466 DDB |
| Evangelische Kirche                                   | Evangelische Kirche                                                           | Kirchstraße 6 LageFlur: 1, Flurstück: 312/1                                           |              |         | 170467 DDB |
| Bild gesucht BW                                       | Wasserturm                                                                    | Marsberger Straße LageFlur: 12, Flurstück: 39                                         |              |         | 828785 DDB |
| Bild gesucht BW                                       | Lokschuppen                                                                   | Marsberger Straße 3 LageFlur: 12, Flurstück: 37                                       |              |         | 953194 DDB |
| Transformatorenturm                                   | Transformatorenturm                                                           | Prof.-Bier-Straße LageFlur: 1, Flurstück: 172/4                                       |              |         | 828789 DDB |
| Fachwerkdoppelwohnhaus                                | Fachwerkdoppelwohnhaus                                                        | Prof.-Bier-Straße 11/13 LageFlur: 4, Flurstück: 13, 17                                |              |         | 924067 DDB |
| Fachwerkwohnhaus, ehem. Sophienheim                   | Fachwerkwohnhaus, ehem. Sophienheim                                           | Prof.-Bier-Straße 56b LageFlur: 3, Flurstück: 10/3                                    |              |         | 828786 DDB |
| Fachwerkwohnhaus                                      | Fachwerkwohnhaus                                                              | Prof.-Bier-Straße 59 LageFlur: 1, Flurstück: 2/8                                      |              |         | 170468 DDB |
| Fachwerkwohnhaus, ehem. Längsdielenhaus               | Fachwerkwohnhaus, ehem. Längsdielenhaus                                       | Prof.-Bier-Straße 62 LageFlur: 1, Flurstück: 179/2                                    |              |         | 170469 DDB |
| Fachwerkhakenhof, Wohnhaus+Scheune                    | Fachwerkhakenhof, Wohnhaus+Scheune                                            | Prof.-Bier-Straße 63/63a LageFlur: 1, Flurstück: 11/1                                 |              |         | 170470 DDB |
| Fachwerkwohnhaus                                      | Fachwerkwohnhaus                                                              | Prof.-Bier-Straße 69 LageFlur: 1, Flurstück: 117/2                                    |              |         | 170472 DDB |
| Fachwerkhofanlage, Wohnhaus+Scheune+Stall             | Fachwerkhofanlage, Wohnhaus+Scheune+Stall                                     | Prof.-Bier-Straße 73 LageFlur: 1, Flurstück: 127/3                                    |              |         | 170473 DDB |
| Fachwerkwohnhaus                                      | Fachwerkwohnhaus                                                              | Prof.-Bier-Straße 77 LageFlur: 1, Flurstück: 157/3                                    |              |         | 828788 DDB |
| Fachwerkwohnhaus+Hinterhaus                           | Fachwerkwohnhaus+Hinterhaus                                                   | Prof.-Bier-Straße 78 LageFlur: 1, Flurstück: 211/1, 556/208                           |              |         | 170474 DDB |
| Fachwerkwohnhaus, ehem. Längsdielenhaus               | Fachwerkwohnhaus, ehem. Längsdielenhaus                                       | Prof.-Bier-Straße 81 LageFlur: 1, Flurstück: 337/1                                    |              |         | 170475 DDB |
| Fachwerkwohnhaus, ehem. Längsdielenhaus               | Fachwerkwohnhaus, ehem. Längsdielenhaus                                       | Prof.-Bier-Straße 82 LageFlur: 1, Flurstück: 222/1                                    |              |         | 170476 DDB |
| Fachwerkwohnhaus+bauzeitlicher Querdielenanbau        | Fachwerkwohnhaus+bauzeitlicher Querdielenanbau                                | Prof.-Bier-Straße 83 LageFlur: 1, Flurstück: 330/2                                    |              |         | 170477 DDB |
| Fachwerkwohnhaus                                      | Fachwerkwohnhaus                                                              | Prof.-Bier-Straße 85 LageFlur: 1, Flurstück: 325/3                                    |              |         | 170478 DDB |
| Lutherhaus                                            | Lutherhaus                                                                    | Prof.-Bier-Straße 87 LageFlur: 1, Flurstück: 312/1                                    |              |         | 828787 DDB |
| Fachwerkwohnhaus                                      | Fachwerkwohnhaus                                                              | Zum Kleeberg 1 LageFlur: 1, Flurstück: 42/1                                           |              |         | 170480 DDB |
| Bild gesucht BW                                       | Fachwerkwohnhaus                                                              | Zum Kleeberg 4 LageFlur: 1, Flurstück: 461/87                                         |              |         | 170481 DDB |
| Fachwerkwohn- und Wirtschaftsgebäude, Längsdielenhaus | Fachwerkwohn- und Wirtschaftsgebäude, Längsdielenhaus                         | Zum Kleeberg 5 LageFlur: 1, Flurstück: 38/3                                           |              |         | 828790 DDB |
| Fachwerkwohnhaus+Anbau                                | Fachwerkwohnhaus+Anbau                                                        | Zum Kleeberg 7 LageFlur: 1, Flurstück: 456/45                                         |              |         | 170482 DDB |
| Fachwerkwohnhaus, ehem. Längsdielenhaus               | Fachwerkwohnhaus, ehem. Längsdielenhaus                                       | Zum Kleeberg 8 LageFlur: 1, Flurstück: 79/1                                           |              |         | 828791 DDB |
| Fachwerkwohnhaus                                      | Fachwerkwohnhaus                                                              | Zum Kleeberg 11 LageFlur: 1, Flurstück: 48/1                                          |              |         | 170485 DDB |
| Fachwerkwohnhaus                                      | Fachwerkwohnhaus                                                              | Zum Kleeberg 13 LageFlur: 1, Flurstück: 51/4                                          |              |         | 828792 DDB |
| Fachwerkwohnhaus                                      | Fachwerkwohnhaus                                                              | Zum Kleeberg 27 LageFlur: 1, Flurstück: 65                                            |              |         | 828793 DDB |